# Belfiore
Belfiore é uma comuna italiana da região do Vêneto, província de Verona, com cerca de 2.610 habitantes. Em 2014 se fundiu com Caldiero, Colognola ai Colli e Illasi, formando apenas uma comuna.

## Geografia
Estende-se por uma área de 26,47 km², tendo uma densidade populacional de 100 hab/km². Faz fronteira com Albaredo d'Adige, Arcole, Caldiero, Colognola ai Colli, Ronco all'Adige, San Bonifacio, Soave, Veronella, Zevio.
Belfiore está localizado a cerca de 20 quilômetros a leste de Verona. Situa-se na margem norte do rio Ádige. Possui um território plano, típico do Vale do Pó. Grande parte do município foi ocupada até meados do século XX pelo pântano Zerpa, que se estendia entre os rios Ádige e Alpone.

## História
Os indícios de ocupação do local variam por volta da Idade do Bronze, entre os séculos XVIII e X antes de Cristo. Sua ocupação moderna está relacionada à Via Imperial Porciliana, que unia a via Postumia com a via Emilia Altinate, seguindo o curso do Rio Ádige, permanecendo em uso até a Baixa Idade Média.
Em 1796, fazia parte da República de Veneza, que era neutra, e foi abrigo e local de passagem das tropas francesas que aproximaram-se de Arcole na Batalha da Ponte de Arcole, onde confrontaram-se os franceses com os austríacos.

## Demografia
| Variação demográfica do município entre 1861 e 2011                               |
|                                                                                   |
| Fonte: Istituto Nazionale di Statistica (ISTAT) - Elaboração gráfica da Wikipedia |

## Economia
Embora a cidade seja caracterizada por uma intensa atividade agrícola, em Belfiore existem pequenas e médias indústrias e um número razoável de artesãos. A cultura principal é a maçã.
O território faz parte da área de produção de vinho Arcole DOC.

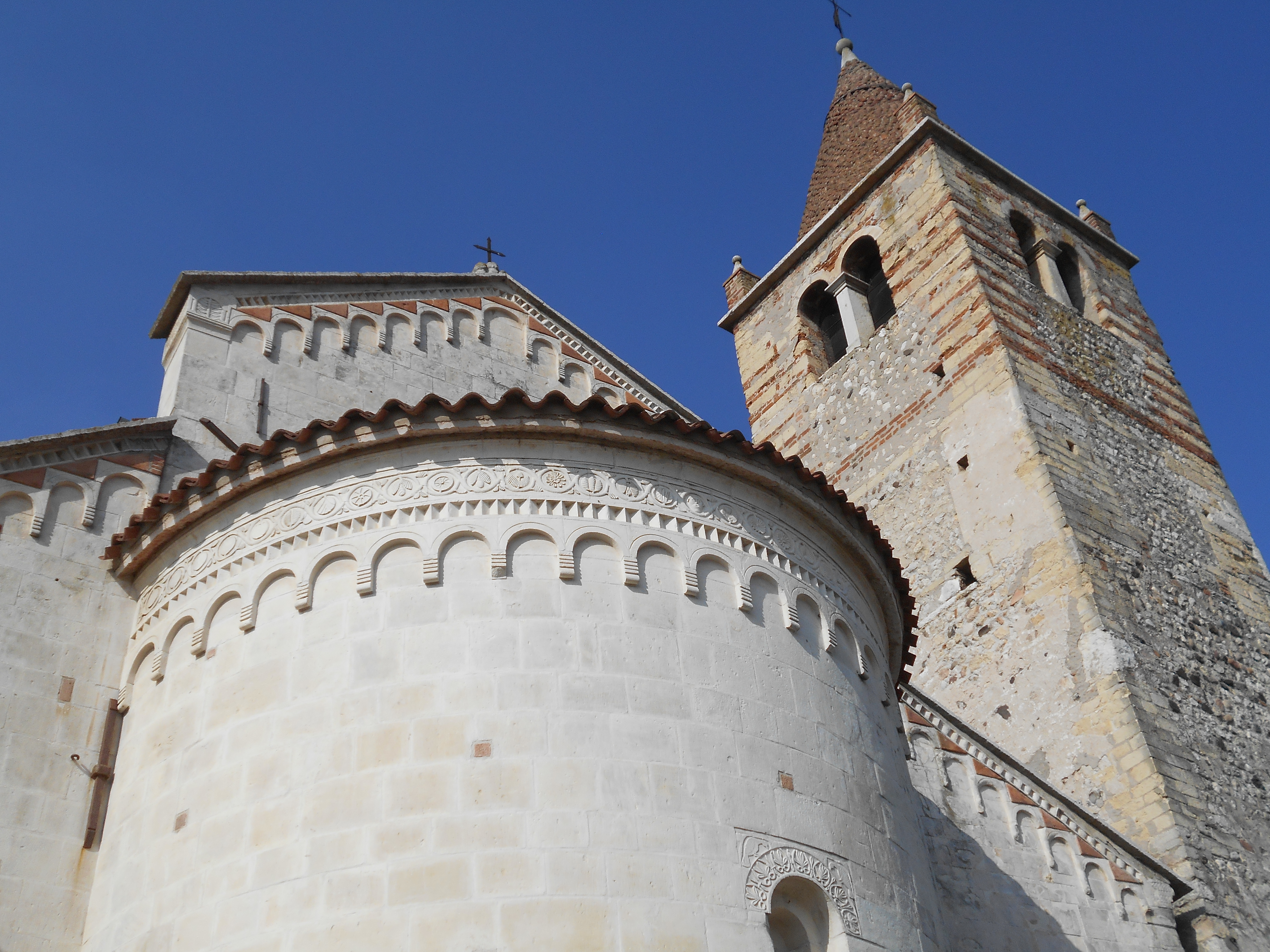
Santuário da Nossa Senhora de Strà

## Esportes
A equipe de futebol principal é a Polisportiva Dilettantistica Belfiorese que atualmente joga no Campionato di Eccellenza, a 5ª divisão do futebol italiano.

## Administração
A Comuna faz parte da Unione di Comuni Verona Est. Os municípios que fazem parte são: Belfiore, Caldiero, Colognola ai Colli, Illasi e Mezzane di Sotto.